# Tadeusz Rozwadowski
Tadeusz Rozwadowski (19 de mayo de 1866 - 18 de octubre de 1928) fue un militar, diplomático y político polaco, general del Ejército austrohúngaro y posteriormente del Ejército de Polonia.

## Biografía

### Juventud
Jordan-Rozwadowski nació en la localidad de Babin, cerca de Kałusz, en Galitzia, por aquel entonces parte del Imperio austrohúngaro. La familia Rozwadowski era miembro de la nobleza polaca y parte del clan Trąby, obteniendo el título de conde de la mano del emperador del Sacro Imperio Romano Germánico José II en 1783. Asimismo, Tadeusz provenía de una familia con una larga tradición militar, y su sobrenombre Jordan alude a un antepasado lejano que durante la Tercera Cruzada fue el primer polaco en visualizar el río Jordán.
Otro ancestro, Maciej Rozwadowski, combatió en la batalla de Viena en 1683. El bisabuelo de Tadeusz, Kazimierz Jordan-Rozwadowski, fue un general de brigada bajo las órdenes de Kościuszko y participó contra la última partición de Polonia. Su abuelo, Viktor, luchó en el Levantamiento de noviembre y fue condecorado con la Orden Virtuti Militari. Su tío Tadeusz murió en el Levantamiento de enero y su padre Tomislav también tomó parte en la insurrección como comandante de caballería.

### Oficial del ejército austrohúngaro
Antes del estallido de la Primera Guerra Mundial, Rozwadowski se unió al ejército austrohúngaro como oficial de artillería. Tanto a él como posteriormente a su hijo les enseñaron a montar en la prestigiosa Escuela Española de Equitación de Viena. Durante muchos años, Rozwadowski desempeñó el cargo de agregado militar en Bucarest. En 1914 se convirtió en el oficial al mando de la 12.ª Brigada de Artillería, adjunta a la 12.ª División de Infantería y con sede en Cracovia. Sería traspasado a la 43.ª División de Infantería y dirigiría hábilmente a sus hombres en la victoriosa Ofensiva de Gorlice-Tarnów, recibiendo la Orden Militar de María Teresa. También se le atribuye la creación de una nueva táctica de bombardeo de artillería denominada Feuerwaltze. En el ejército austrohúngaro ascendió al rango de Feldmarschalleutnant, equivalente contemporáneo del rango de Mayor general.

### A servicio de las fuerzas polacas
El 26 de octubre de 1918, Rozwadowski fue nombrado por el Consejo de la Regencia de Polonia como Jefe de Estado Mayor del Ejército Real Polaco. Después de que Polonia recuperara la independencia, el 15 de noviembre de ese año renunció a su cargo y una semana después se le asignó el mismo deber dentro del recién restaurado ejército polaco. Hasta el 19 de marzo de 1919 también fue el comandante del Ejército Oriental de Polonia, combatiendo en los frentes de Galitzia durante la Guerra polaco-ucraniana.
Luego fue enviado a París, donde participó en la delegación polaca de la Conferencia de Paz, siendo una de las personas firmantes del Tratado de Paz de Versalles en 1919. Dirigió numerosas misiones militares polacas en París, Londres y Roma. En junio de ese mismo año se convirtió en el representante oficial de las fuerzas armadas polacas en París, y fue una figura influyente en la obtención de apoyo internacional para Polonia, atrayendo por ejemplo a voluntarios para el escuadrón polaco-estadounidense Kościuszko.

### Jefe de Estado Mayor en Varsovia
El 22 de julio de 1920, en pleno apogeo de la ofensiva bolchevique durante la guerra polaco-soviética, regresó a Polonia y asumió el cargo de Jefe de Estado Mayor como miembro destacado del Consejo de Defensa del Estado. Las opiniones entre los historiadores varían en cuanto al grado de responsabilidad de Rozwadowski dentro de la exitosa estrategia seguida en la batalla de Varsovia, victoria que cambió el rumbo de la guerra y que sería conocida como el «Milagro en el Vístula». Algunos argumentan que su aportación fue incluso más importante que la del propio mariscal de Polonia, Józef Piłsudski, a quien se le atribuye más a menudo el mérito de cambiar las tornas del conflicto. Por su participación en la guerra, Rozwadowski recibió la Orden Virtuti Militari (Clases II y V) y la Cruz del Valor (en cuatro ocasiones).
Después del final de las hostilidades, se convirtió en el inspector general de las unidades de caballería polacas y fue el autor de la reforma de 1924 para la organización y tácticas de caballería. También fue uno de los primeros defensores de los tanques y de la fuerza aérea polaca. En marzo de 1921, Rozwadowski se valió de sus contactos en Bucarest para ayudar a iniciar la Alianza polaco-rumana, mediante la negociación entre ambos Estados en una convención sobre la alianza defensiva.

### Prisionero tras el Golpe de Estado

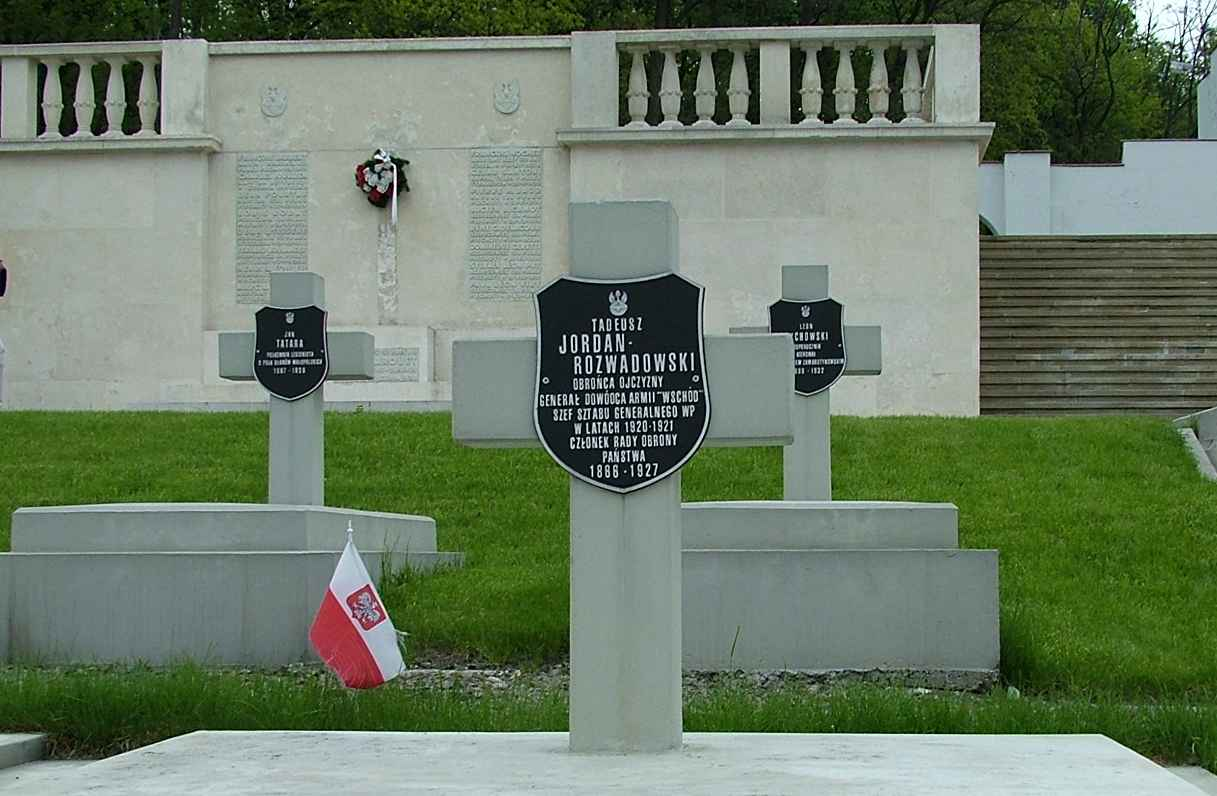
Tumba del General Rozwadowski en el cementerio Łyczaków de Leópolis.

Durante el Golpe de Estado de mayo de 1926, Rozwadowski fue el comandante de las fuerzas leales al gobierno y asumió el papel de gobernador militar de Varsovia. Fue responsable de todas las acciones militares por parte de las fuerzas gubernamentales, ordenando al general Zagórski los ataques aéreos que provocaron numerosas bajas entre miembros del otro bando, siendo las víctimas en su mayoría civiles. Tras la victoria de Józef Piłsudski, Rozwadowski fue arrestado en la capital el 15 de mayo de 1926 y trasladado junto a otros cuatro generales a una prisión militar en Antokol, cerca de Vilna, donde fue encarcelado por más de un año bajo condiciones sumamente estrictas, en una celda sin calefacción, hasta el 18 de mayo de 1927. El general Zagórski, el testigo más importante, desapareció en circunstancias desconocidas en 1927.
La prensa de la época reveló varias acusaciones falsas de tratos financieros indebidos durante su servicio en el ejército. Estas acusaciones nunca le fueron presentadas y solo se trataron de rumores sin fundamento.

### Muerte y legado
Poco después de su liberación y retiro, el general Rozwadowski murió en circunstancias misteriosas en un hospital de Varsovia. Fue enterrado, en medio de rumores de envenenamiento, con honores militares en el cementerio Łyczaków de Leópolis, entre sus soldados caídos de la guerra polaco-ucraniana librada entre 1918 y 1919.
En los años posteriores a su muerte, los medios de comunicación oficiales polacos intentaron borrar la memoria de Tadeusz Rozwadowski. Esta política también prevaleció durante la época del gobierno comunista en Polonia después de la Segunda Guerra Mundial. Solo desde la caída del comunismo los historiadores polacos han podido cuestionar objetivamente las circunstancias que envolvieron la batalla de Varsovia, así como la vida y las contribuciones de Rozwadowski a la historia tanto de Polonia como del continente europeo.

## Familia
El general Rozwadowski dejó una esposa, una hija y un hijo. La mayor parte de su fortuna se perdió en una empresa comercial a favor de los soldados que lucharon bajo su mando. Su hija, Melania Josefina, falleció en circunstancias misteriosas en la década de 1970, y nunca se casó. Su hijo, Jozef, fue oficial de artillería en el ejército polaco y fue condecorado también con la Orden Virtuti Militari. En la década de 1930 se vio forzado a renunciar a su cargo y emigrar a Estados Unidos, debido a su apoyo a las fuerzas prodemocráticas contra Józef Piłsudski. En Nueva York trabajó como ingeniero y diseñador de los ascensores del Empire State Building. También contribuyó al diseño del Pabellón de Polonia en la Exposición General de segunda categoría de Nueva York de 1939 y la Feria Mundial de Nueva York de 1964. Le sobreviven una hija, una nieta y un bisnieto, todos ellos viviendo en Estados Unidos.